# Quinto Cecílio Metelo Crético Silano
Quinto Cecílio Metelo Crético Silano (em latim: Quintus Caecilius Metellus Creticus Silanus), nascido Júnio Silano (em latim: Iunius Silanus), foi um político romano eleito cônsul em 7 e governador da Síria entre 13 e 17. Silano era filho biológico de Marco Júnio Silano e foi adotado por Quinto Cecílio Metelo, um descendente do optimate Quinto Cecílio Metelo Crético.

## História
Silano era ligado a Germânico, o herdeiro de Tibério, através de sua filha, que foi, por um tempo, noiva do filho dele, Nero. Já no final de seu mandato na Síria, Vonones tomou o trono da Reino da Armênia, um reino cliente de Roma, mas ele era impopular com o vizinho Império Parta, o que aumentou o risco de uma guerra. Tibério, que não queria o conflito, ordenou que Silano convocasse Vonones até sua corte na Síria em 16. Ao chegar, ele foi colocado sob vigilância, mas pôde manter sua corte e seu título.
Logo depois, Silano foi convocado de volta a Roma por Tibério para permitir que Cneu Calpúrnio Pisão assumisse o governo da Síria.
Sabe-se que Silano adotou um filho de Marco Escribônio Libão Druso (m. 16), um neto de Pompeu e parente da família imperial, que adotou o nome de Quinto Cecílio Druso Libão.